# Christian Leduc
Pour les articles homonymes, voir Leduc.
Christian Leduc, né le 9 novembre 1943 à Louey (Hautes-Pyrénées) et mort le 22 décembre 2019 à Québec, est un coureur cycliste français, professionnel en 1967 et 1968.

## Palmarès
- 1964
  -  Champion de France militaires de vitesse
- 1965
  - Champion d'Aquitaine sur route indépendants
  - Grand Prix du Kiosque
- 1966
  - Grand Prix des Fêtes de Coux-et-Bigaroque
  - 2e du Grand Prix d'Espéraza
- 1967
  - 3e du Paris-Camembert
- 1978
  - 2e du Tour d'Émeraude
- 1979
  - Paris-Rouen

### Résultats sur les grands tours

#### Tour d'Espagne
1 participation
- 1967 : abandon